# Вешняки (платформа)
Вешняки — зупинний пункт/пасажирська платформа Казанського/Рязанського напрямків Московської залізниці, у складі лінії МЦД-3, на території Москви. На південь від платформи розташована станція метрополітену Рязанський проспект.
Розташована у Вишняківського шляхопроводу, за яким вул. Паперника та вул. Юності перетинають колії залізниці.
Відкрита в 1879 році.
Має дві посадкові платформи, берегову (південну) та острівну (північну). Платформи сполучені підземним переходом, який також використовують для переходу між районами Вешняки та Рязанським. Вхід на платформи з боку переходу, там же розташовані каси.
Платформа була реконструйована в 2003 - 2004 рр., Обладнана турнікетами.
Відстань по коліям від Москва-Пасажирська-Казанська становить 13 км, від найближчої платформи Вихіно — близько 1 км. Віднесено до другої тарифної зони.